# Karol Olszewski
Karol Stanisław Olszewski (ur. 29 stycznia 1846 w Broniszowie Tarnowskim, zm. 24 marca 1915 w Krakowie) – polski fizyk i chemik, profesor Uniwersytetu Jagiellońskiego, pionier kriogeniki, wraz z Zygmuntem Wróblewskim współautor skroplenia powietrza, tlenu, azotu i tlenku węgla, a także wyznaczenia wartości krytycznych tych gazów oraz wielu innych. Wynalazca kaskadowej metody skraplania gazów.

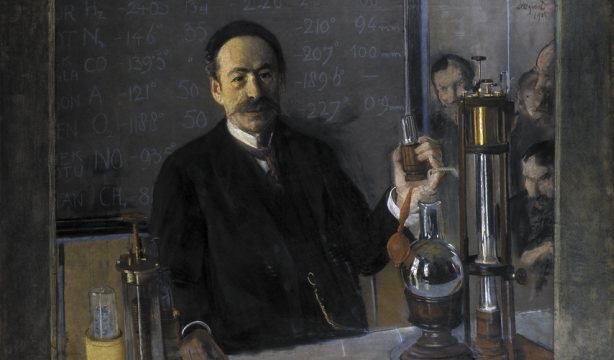
Profesor Karol Olszewski w laboratorium – obraz Leona Wyczółkowskiego

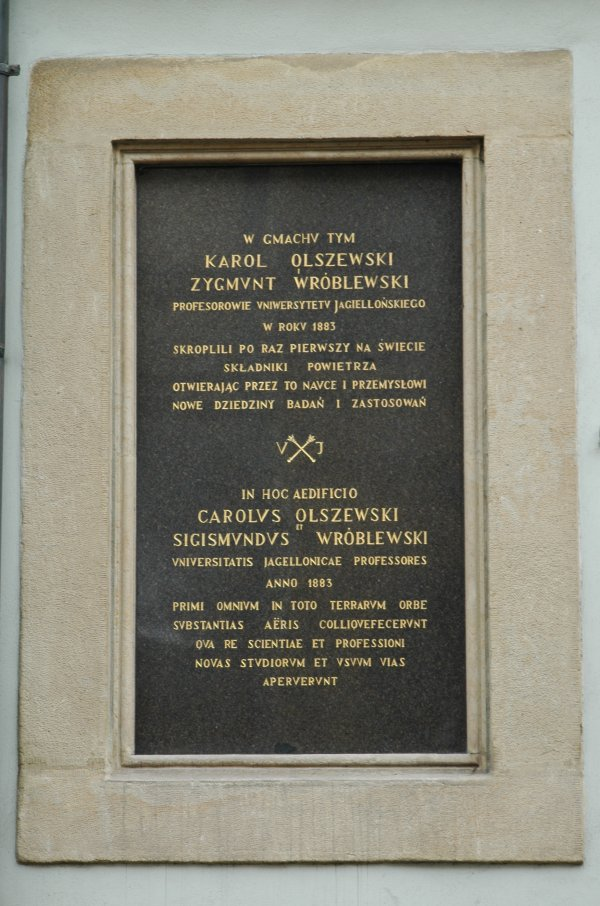
Tablica pamiątkowa Olszewskiego i Wróblewskiego na gmachu Collegium Kołłątaja przy ul. św. Anny w Krakowie

## Życie i badania

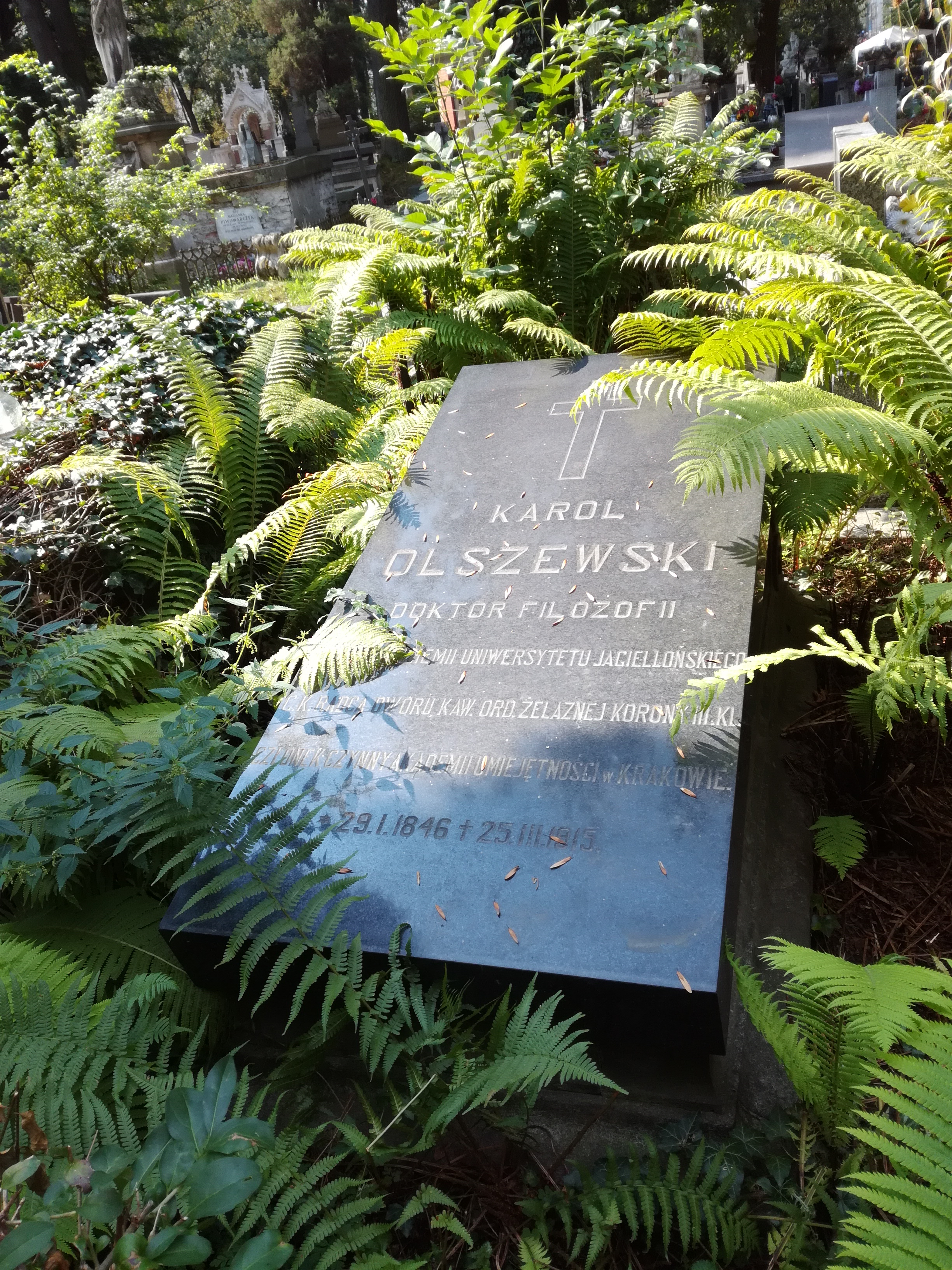
Grób prof. Karola Olszewskiego na Cmentarzu Rakowickim (do 2018)

Był synem Jana (ziemianina, zabitego wkrótce po narodzinach Karola podczas rzezi galicyjskiej) i Anny ze Zwolińskich. Absolwent I C.K. Gimnazjum w Tarnowie. Studiował chemię i fizykę na Uniwersytecie Jagiellońskim (1866–1872), później kształcił się w Heidelbergu. Po powrocie do Krakowa został docentem, od 1876 był profesorem; kierował Katedrą Chemii Ogólnej, następnie Katedrą Chemii Nieorganicznej. Od 1888 był członkiem korespondentem, od 1896 członkiem rzeczywistym Akademii Umiejętności w Krakowie. Był także członkiem czeskiej Akademii Umiejętności w Pradze, członkiem honorowym Polskiego Towarzystwa Przyrodniczego im. Mikołaja Kopernika oraz członkiem innych stowarzyszeń naukowych polskich i zagranicznych. Otrzymał tytuł c. k. radcy dworu.
Wraz z Zygmuntem Wróblewskim dokonał 5 kwietnia 1883 (według innych źródeł 29 marca) pierwszego na świecie skroplenia tlenu, zaś 13 kwietnia 1883 azotu. Później obaj uczeni zestalili także dwutlenek węgla i metanol. Użyli do tego celu kaskadowej metody skraplania gazów pod zmniejszonym ciśnieniem, w której kolejne skroplone i wrzące gazy obniżały temperaturę dla kolejnych skropleń w niższych temperaturach. W 1895 skroplił i zestalił argon. Dzięki badaniom obu uczonych Kraków był w owym czasie jednym z niewielu ośrodków europejskich, w których osiągano temperatury poniżej –100 stopni. Początkowo osiągali oni temperaturę –105 stopni Celsjusza, a po udoskonaleniu aparatury zwiększyli zakres uzyskiwanych temperatur do –160 stopni.
Karol Olszewski był pierwszą osobą w Polsce, które wykonała zdjęcie rentgenowskie. Odkrycie „promieni X” przez Wilhelma Röntgena było szeroko komentowane w prasie codziennej. Wiedeński dziennik „Die Presse” opisał je 5 stycznia 1896 i była to pierwsza informacja na ten temat, która dotarła do Krakowa. Na podstawie doniesień prasowych Olszewski wraz ze swoimi asystentami, Tadeuszem Estreicherem i Edwardem Drozdowskim, skonstruował w Zakładzie Chemicznym UJ własny, prymitywny generator promieni rentgenowskich i w dniach 8–20 stycznia przeprowadził szereg eksperymentów, uzyskując zdjęcia różnych przedmiotów. Pierwszym obrazem o dobrej jakości było zdjęcie mosiężnej jaszczurki; udało się też wykonać zdjęcie dłoni T. Estreichera. Wkrótce potem, w lutym 1896 r. Olszewski wykonał pierwsze w Polsce zdjęcie rentgenowskie do celów medycznych – na prośbę prof. Alfreda Obalińskiego, krakowskiego chirurga, uzyskał obraz uszkodzonego stawu łokciowego, co pozwoliło lekarzowi na postawienie prawidłowej diagnozy.
Zmarł 24 marca 1915 w Krakowie. Uroczystości żałobne odbyły się 27 marca w gmachu „Collegium Chemicum” z udziałem władz miasta i UJ. Został pochowany na Cmentarzu Rakowickim w Krakowie (pas 9, rząd płn.). 19 października 2018 jego prochy zostały przeniesione do Panteonu Narodowego w Krakowie w kościele św. Piotra i Pawła.

## Opinie
Był zgłaszany do Nagrody Nobla z fizyki. Na XXXV. Zjeździe Fizyków Polskich w Białymstoku prof. Andrzej Kajetan Wróblewski (Instytut Fizyki Doświadczalnej UW) przedstawił referat nt. „Fizyka w Polsce wczoraj, dziś i jutro” – krótką charakterystykę fizyki w Polsce XX w. Zaprezentował wskaźniki bibliometryczne, liczby dotyczące stopni i tytułów naukowych oraz liczby studentów fizyki. W podsumowaniu ocenił wkład Polaków do światowej fizyki XX w., wyodrębniając przede wszystkim – poza Marią Skłodowską-Curie – czterech fizyków, którzy dokonali odkryć na miarę Nagrody Nobla: Mariana Smoluchowskiego, Mariana Danysza, Jerzego Pniewskiego i Karola Olszewskiego.
Cieszył się bardzo dużym uznaniem w międzynarodowym środowisku naukowym. Uznawany był za jeden z największych na świecie autorytetów w dziedzinie skraplania gazów. Przed uzyskaniem nagrody Nobla angielski uczony William Ramsay wysłał mu próbkę helu oraz 30 mg nowo odkrytego przez siebie argonu z prośbą o ich skroplenie. Właściwości tych skroplonych przez polskiego naukowca gazów w następnym roku zbadane zostały przez Królewskie Towarzystwo Naukowe w Londynie.

## Ordery i odznaczenia
- Krzyż Komandorski Orderu Odrodzenia Polski (pośmiertnie, 11 listopada 1936)[14]
- Order Korony Żelaznej III klasy (Austro-Węgry)

## Upamiętnienie
- W zbiorach Muzeum Uniwersytetu Jagiellońskiego z siedzibą w Collegium Maius znajduje się sala imienia Karola Olszewskiego, w której mieści się wyposażenie pracowni naukowej profesora, w tym jeden z najstarszych w Europie aparat do skraplania gazów z 1884 r. jego projektu[3] oraz rekonstrukcja jego aparatu rentgenowskiego i pierwsze radiogramy[5][6][7].
- Jego imieniem nazwano ulice w polskich miastach m.in.: w Gdańsku, Kielcach, Krakowie, Oświęcimiu, Puławach, Wrocławiu, Kobyłce.